# Усть-Камчатський район
Усть-Камчатський район (рос. Усть-Камчатский район) — адміністративна одиниця Камчатського краю Російської Федерації.
Адміністративний центр — селище Усть-Камчатськ.

## Адміністративний поділ
До складу району входять 3 сільських поселення:
1. Усть-Камчатське сільське поселення — сел. Усть-Камчатськ
2. Ключевське сільське поселення — сел. Ключі
3. Козиревське сільське поселення — сел. Козиревськ